# Championnats du monde de kayak-polo 1996
Navigation
Édition précédente Édition suivante
Les championnats du monde de kayak-polo de 1996 se sont déroulés du 1er au 10 octobre à Adelaide, en Australie.

## Résultats
| Catégorie     | Médaille d'or   | Médaille d'argent | Médaille de bronze |
| ------------- | --------------- | ----------------- | ------------------ |
| Sénior Hommes | Australie       | Italie            | Allemagne          |
| Sénior Dames  | Grande-Bretagne | Australie         | Allemagne          |